# سرزمین موعود (فیلم ۱۹۷۵)
سرزمین موعود (لهستانی: Ziemia Obiecana) فیلمی لهستانی در سبک درام به کارگردانی آندری وایدا است که در سال ۱۹۷۵ منتشر شد. از بازیگران آن می‌توان به دانیل اولبریخسکی اشاره کرد.

## گزیدهٔ بازیگران
- دانیل اولبریخسکی
- وویچیخ پشونیاک
- پیوتر فرونچوسکی
- فرانچیشک پیچکا
- بوژنا دیکل
- کالینا یندروشیک
- یژی زلنیک
- امیلیا کراکوفسکا
- آندژی سورین
- یادویگا آندژیفسکا
- وویچیخ شمیون
- مارک والچفسکی
- تادئوش بیائوشچینسکی
- کاژیمیش اوپالینسکی
- آندژی واپیتسکی
- زبیگنیف زاپاشیه‌ویچ
- یژی نوواک
- لیدیا کورساکوونا
- کاژیمیش کاچور
- آنا نخربتسکا
- ماریان گلینکا
- کاژیمیش ویخنیاش
- زجیسواف کوژنیار
- برنارد وادیش
- یان پاوئو کروک
- آندژی شالافسکی